# Aphelinus mali
Aphelinus mali is een vliesvleugelig insect uit de familie Aphelinidae. De wetenschappelijke naam is voor het eerst geldig gepubliceerd in 1851 door Haldeman.
Deze wesp is een parasitoïde van de appelbloedluis Eriosoma lanigerum, die schade aanricht aan appelboomgaarden. Ze kan worden ingezet voor de biologische bestrijding van deze bladluizen.